# Sabaneta (Alberto Arvelo Torrealba)
Pour les articles homonymes, voir Sabaneta.
Sabaneta est l'une des deux paroisses civiles de la municipalité d'Alberto Arvelo Torrealba dans l'État de Barinas au Venezuela. Sa capitale est Sabaneta ou Sabaneta de Barinas. En 2018, sa population s'élève à 40 241 habitants.

## Géographie

### Démographie
Hormis sa capitale Sabaneta, également chef-lieu de la municipalité, la paroisse civile possède plusieurs localités dont :
- Agua Negra del Norte
- Bejucal Bajo
- Calceta Abajo
- Calceta Arriba
- Camburo del Este
- Caño Agua Negra
- Caño de Guaca
- Caño de Hondo del Norte
- Caño de Hondo del Sur
- Curito Arriba
- Jabillal
- Los Cedros
- Los Rastrojos
- Pueblo Nuevo
- Rayitas
- Sabaneta
  - Poblado Cuatro
- San Hipólito Abajo
- San Hipólito Arriba del Norte
- San Hipólito Arriba del Sur
- Zamuro